# M.Kallapur, Ramdurg
M.Kallapur là một làng thuộc tehsil Ramdurg, huyện Belgaum, bang Karnataka, Ấn Độ.